# Distria Krasniqi
Distria Krasniqi (ur. 10 grudnia 1995 r. w Peci) – kosowska judoczka, mistrzyni olimpijska z Tokio i wicemistrzyni olimpijska z Paryża, brązowa medalistka mistrzostw świata, złota medalistka igrzysk śródziemnomorskich.
Zaczęła uprawiać judo w wieku 7 lat za namową brata. Początkowo występowała na arenie międzynarodowej pod flagą Międzynarodowej Federacji Judo, nie mogąc startować w barwach Kosowa. W tym czasie zdobyła szereg medali imprez tej rangi: w mistrzostwach Europy młodzieżowców (do lat 23) w 2012 i 2013 zajęła 3. pozycję, a w 2013 zdobyła brązowy medal w mistrzostwach Europy juniorów (do lat 21).
Od 2015 roku Krasniqi startuje w zawodach międzynarodowych jako reprezentantka Kosowa. W barwach swojej ojczyzny w 2015 roku zdobyła brązowy medal mistrzostw Europy juniorów, a także została mistrzynią świata juniorek (do lat 21).
Uczestniczyła w Igrzyskach Europejskich 2015, gdzie, po porażce z Włoszką Odettą Giuffridą, odpadła w 1/8 finału.